# Rio Beudiu
O Rio Beudiu é um rio da Romênia afluente do Rio Apatiu, localizado no distrito de Bistriţa-Năsăud.